# Juliusz Piwowarski
Juliusz Piwowarski (ur. 20 lipca 1954 w Krakowie) – polski sekuritolog (przedstawiciel nauk o bezpieczeństwie), filozof i politolog, założyciel i rektor Wyższej Szkoły Bezpieczeństwa Publicznego i Indywidualnego „Apeiron” w Krakowie, twórca Cracow Research Institute for Security and Defense Skills Apeiron.

## Życiorys
Jest absolwentem Technikum Energetycznego w Krakowie, do którego uczęszczał w latach 1969-1974. W tym okresie był również instruktorem ZHP oraz instruktorem przysposobienia obronnego. Od roku 1970 działał w Towarzystwie Przyjaźni Polsko-Indyjskiej, a od roku 1981 był instruktorem karate. W latach 1974–1978 studiował na Wydziale Elektrycznym na Akademii Górniczo-Hutniczej. Studia te przerwał, aby zająć się profesjonalnie treningiem sztuk walki oraz studiami w zakresie teorii i filozofii sportu na Uniwersytecie Medicina Alternativa na Sri Lance. Współpraca z Uniwersytetem Medicina Alternaiva zaowocowała doktoratem z filozofii (2004).
W 1999 roku podjął kolejne studia, tym razem politologiczne na Uniwersytecie Pedagogicznym w Krakowie. Studia ukończył w roku 2004. Zdobył tytuł magistra, a tytułem jego pracy magisterskiej były „Polityczno-społeczne i historyczne konteksty terroryzmu”. Na Wydziale Filozofii Uniwersytetu Jagiellońskiego w 2009 roku uzyskał stopień doktora nauk humanistycznych w zakresie religioznawstwa. Jego rozprawa doktorska dotyczyła problematyki filozofii bezpieczeństwa zawartej w religijnej i społecznej tradycji kodeksu samurajskiego Bushidō i była owocem doświadczeń i studiów zdobytych podczas czterdziestoletniego uprawiania sztuk i sportów walki. Badania w tym zakresie i są nadal przez niego kontynuowane i dotyczą obecnie kultury bezpieczeństwa, jako zjawiska społecznego. W marcu 2017 roku Rada Wydziału Humanistycznego Uniwersytetu Przyrodniczo-Humanistycznego w Siedlcach podjęła uchwałę o nadaniu mu stopnia naukowego doktora habilitowanego. Jako podstawę do nadania stopnia wskazano książkę "Transdyscyplinarna istota kultury bezpieczeństwa narodowego" oraz pozostałe osiągnięcia naukowo-badawcze.
W roku 2005 założył wraz z żoną – Barbarą Piwowarską – Wyższą Szkołę Bezpieczeństwa Publicznego i Indywidualnego „Apeiron" w Krakowie.

## Sport
Juliusz Piwowarski od 1971 roku intensywnie trenował karate, kick-boxing i ju-jitsu. Ze sportem związał znaczną część swojego życia, odnosząc na tym polu sukcesy i łącząc pasję z karierą zawodową. W 1981 roku został dyplomowanym instruktorem karate. W 1986 założył przy Wojskowych Zakładach Uzbrojenia w Krakowie Krakowski Klub Sportowy „Orion”. Od 1987 roku był instruktorem kickboxingu oraz drugim trenerem Kadry Polski Kickboxing. Zasłużenie otrzymał tytuł Honorowego Członka Polskiego Związku Kickboxingu.
W latach 1987–1997 był instruktorem walki wręcz służb mundurowych oraz jednostek specjalnych Policji. Od 1997 roku był instruktorem combat jujitsu w Polskim Związku Instruktorów Służb Mundurowych. Zdobyte doświadczenie wykorzystał do założenia wraz z żoną Policealnej Szkoły Detektywów i Pracowników Ochrony "Bogyduard". W roku 2000 został instruktorem strzelectwa.
Był wielokrotnym uczestnikiem mistrzostw Europy i mistrzostw świata All Style Karate. Zdobył tytuł Mistrza Świata All Style Karate w roku 2006. Posiada stopnie mistrzowskie 10 Dan karate, 8 Dan kick-boxing WIASKA, 5 Dan ju-jitsu. Ma również uprawnienia trenera klasy I w karate i trenera II klasy w boksie, uprawnienia instruktora strzelectwa bojowo-obronnego i sportowego, ratownika wodnego.

## Kariera zawodowa
- 1994 – założenie Krakowskiej Policealnej Szkoły Detektywów i Pracowników Ochrony "Bodyguard"
- 2005 – założenie Wyższej Szkoły Bezpieczeństwa Publicznego i Indywidualnego „Apeiron” w Krakowie
- 2012 – założenie Krakowskiego Instytutu Badań Bezpieczeństwa i Kompetencji Obronnych oraz wydawnictwa APEIRON[5][3]

## Wybrane publikacje książkowe
- 2010 – Dysfunkcje w administracji i zarządzaniu: identyfikacja, zapobieganie i przeciwdziałanie: sympozjum naukowe z okazji obchodów 5-lecia Wyższej Szkoły Bezpieczeństwa Publicznego i Indywidualnego "Apeiron" w Krakowie 16 grudnia 2010 r.
- 2010 – Etos rycerski i jego odmiany w koncepcji Marii Ossowskiej. Przyczynek do budowy kultury bezpieczeństwa[7]
- 2011 – Samodoskonalenie i bezpieczeństwo w samurajskim kodeksie Bushido[8]
- 2011 – Bezpieczeństwo informacyjne
- 2012 – Etyka funkcjonariusza Policji: źródła, motywacje, realizacja
- 2012 – Etyka w administracji i zarządzaniu publicznym: motywacje, realizacja, bezpieczeństwo
- 2012 – Bezpieczeństwo informacyjne: informacje niejawne
- 2013 – Problemy bezpieczeństwa[9]
- 2013 – Pojęcie bezpieczeństwa w naukach społeczno-prawnych
- 2013 – Terroryzm lewacki: wybrane zagadnienia
- 2013 – Fundamentalizm islamski a terroryzm w XXI wieku
- 2013 – Security Forum Cracow 2012[10]
- 2013 – Ochrona obiektów: zarys wybranych zagadnień
- 2013 – Police Officer’s Ethics[11]
- 2013 – Etyka policjanta: od wzniosłych ideałów aż po ich realizację. Podręcznik akademicki
- 2013 – Polski Związek Ju-Jitsu a bezpieczeństwo : sprawność, skuteczność, organizacja[12]
- 2014 – Międzynarodowe konteksty bezpieczeństwa wewnętrznego państwa[13]
- 2014 – Bezpieczeństwo informacji niejawnych i danych osobowych : podręcznik akademicki
- 2014 – Ochrona informacji niejawnych: podręcznik
- 2014 – Realizacja zadań bezpieczeństwa. Jakość, prakseologia, praworządność[14]
- 2014 – Funkcje teorii nauk o bezpieczeństwie[15]
- 2014 – Fenomen bezpieczeństwa. Pomiędzy zagrożeniem a kulturą bezpieczeństwa[16]
- 2014 – Ethos rycerski. Przyczynek do budowy kultury bezpieczeństwa policji[17]
- 2014 – Teoria bezpieczeństwa[18]
- 2014 – Etika prílušníkov Polície[19]
- 2015 – Ochrona ludności : wybrane zagadnienia : monografia naukowa
- 2015 – Fundamentalizm islamski a terroryzm w XXI wieku[20]
- 2015 – Psychospołeczne i aksjologiczne determinanty kultury bezpieczeństwa służb mundurowych[21]
- 2015 – Security Culture and Self-Improvement. From the Ancient Kshatriya to Modern Samurai[22]
- 2016 – Transdyscyplinarna istota kultury bezpieczeństwa narodowego